# Lee Anderson Grant
Lee Anderson Grant (Hemel Hempstead, 27 gennaio 1983) è un ex calciatore inglese, di ruolo portiere.
Tifoso del Watford, Grant ha sognato di giocare per il suo club del cuore sin da bambino. È entrato nelle giovanili del Derby County a partire dal 2000, giocando due stagioni in prestito con il Burnley prima, e con l'Oldham Athletic A.F.C. poi.

## Carriera

### Club
Grant ha fatto il suo debutto nel Derby County nella stagione 2002-2003 nella partita di campionato contro il Burnley F.C. disputata il 7 settembre 2002 in sostituzione del portiere titolare Andy Oakes. Ha vinto il titolo assegnato dal club come Miglior giocatore esordiente dell'anno alla fine della stagione dopo aver giocato un totale di 30 incontri.
In seguito prolungò il contratto con il suo club di tre anni e mezzo il 29 gennaio 2004. All'inizio della nuova stagione subisce lo scavalcamento nella gerarchia del collega di reparto Lee Camp, stessa cosa che accadde anche in Nazionale Under-21. Tornò in porta nella partita contro i Wolverhampton Wanderers Football Club che costò l'espulsione a Camp. Grant giocò in porta anche nella successiva partita contro il Burnley, tornando subito dopo in panchina per il resto dell'intera stagione.
Nel 2018 si trasferisce al Manchester United, con cui debutta a 36 anni (in campo internazionale) in Europa League nella sconfitta per 2-1 contro l'Astana, diventando così il debuttante più vecchio nella storia dello United in una partita internazionale.

### Nazionale
Alla fine della stagione di esordio venne chiamato nella rosa della Nazionale Under-21 inglese che si allenò in Sardegna prima di intraprendere le qualificazioni per il Campionato europeo di calcio Under-21 del 2004 contro la Serbia e la Slovacchia nel giugno 2003.
Fece il suo debutto in Under-21 il 9 settembre 2003 dopo l'infortunio di Chris Kirkland nella partita preparatoria prima della partita di qualificazione contro il Portogallo, giocata da Grant che fece altre 3 apparizioni nella nazionale giovanile inglese.

## Statistiche

### Presenze e reti nei club
Statistiche aggiornate al 14 settembre 2021.
| Stagione              | Squadra               | Campionato            | Campionato | Campionato | Coppe nazionali | Coppe nazionali | Coppe nazionali | Coppe continentali | Coppe continentali | Coppe continentali | Altre coppe | Altre coppe | Altre coppe | Totale | Totale |
| Stagione              | Squadra               | Comp                  | Pres       | Reti       | Comp            | Pres            | Reti            | Comp               | Pres               | Reti               | Comp        | Pres        | Reti        | Pres   | Reti   |
| --------------------- | --------------------- | --------------------- | ---------- | ---------- | --------------- | --------------- | --------------- | ------------------ | ------------------ | ------------------ | ----------- | ----------- | ----------- | ------ | ------ |
| 2002-2003             | Derby County          | FD                    | 29         | -46        | FACup+CdL       | 1+0             | -1              | -                  | -                  | -                  | -           | -           | -           | 30     | -47    |
| 2003-2004             | Derby County          | FD                    | 36         | -54        | FACup+CdL       | 1+1             | -3 + -2         | -                  | -                  | -                  | -           | -           | -           | 38     | -59    |
| 2004-2005             | Derby County          | FLC                   | 2          | -2         | FACup+CdL       | 0+0             | 0               | -                  | -                  | -                  | -           | -           | -           | 2      | -2     |
| nov. 2005             | Derby County          | FLC                   | 0          | 0          | FACup+CdL       | 0+1             | -1              | -                  | -                  | -                  | -           | -           | -           | 1      | -1     |
| nov. 2005-gen. 2006   | Burnley               | FLC                   | 1          | 0          | FACup+CdL       | 0+0             | 0               | -                  | -                  | -                  | -           | -           | -           | 1      | 0      |
| gen.-giu. 2006        | Oldham Athletic       | FL1                   | 16         | -16        | FACup+CdL       | -               | -               | -                  | -                  | -                  | FLT         | -           | -           | 16     | -16    |
| 2006-2007             | Derby County          | FLC                   | 7          | -10        | FACup+CdL       | 0+1             | -3              | -                  | -                  | -                  | -           | -           | -           | 8      | -13    |
| 2007-2008             | Sheffield Weds        | FLC                   | 44         | -52        | FACup+CdL       | 2+2             | -3 + -4         | -                  | -                  | -                  | -           | -           | -           | 48     | -59    |
| 2008-2009             | Sheffield Weds        | FLC                   | 46         | -58        | FACup+CdL       | 1+1             | -2 + -2         | -                  | -                  | -                  | -           | -           | -           | 48     | -62    |
| 2009-2010             | Sheffield Weds        | FLC                   | 46         | -69        | FACup+CdL       | 1+2             | -2 + -2         | -                  | -                  | -                  | -           | -           | -           | 49     | -73    |
| Totale Sheffield Weds | Totale Sheffield Weds | Totale Sheffield Weds | 136        | -179       |                 | 9               | -15             |                    | -                  | -                  |             | -           | -           | 145    | -194   |
| 2010-2011             | Burnley               | FLC                   | 25         | -33        | FACup+CdL       | 3+3             | -8 + -3         | -                  | -                  | -                  | -           | -           | -           | 31     | -44    |
| 2011-2012             | Burnley               | FLC                   | 43         | -53        | FACup+CdL       | 1+4             | -4 + -7         | -                  | -                  | -                  | -           | -           | -           | 48     | -64    |
| 2012-2013             | Burnley               | FLC                   | 46         | -60        | FACup+CdL       | 0+1             | -1              | -                  | -                  | -                  | -           | -           | -           | 47     | -61    |
| Totale Burnley        | Totale Burnley        | Totale Burnley        | 115        | -146       |                 | 12              | -23             |                    | -                  | -                  |             | -           | -           | 127    | -169   |
| 2013-2014             | Derby County          | FLC                   | 46+3       | -52 + -3   | FACup+CdL       | 1+3             | -2 + -2         | -                  | -                  | -                  | -           | -           | -           | 53     | -59    |
| 2014-2015             | Derby County          | FLC                   | 40         | -49        | FACup+CdL       | 0+3             | -3              | -                  | -                  | -                  | -           | -           | -           | 43     | -52    |
| 2015-2016             | Derby County          | FLC                   | 10         | -11        | FACup+CdL       | 0+1             | -2              | -                  | -                  | -                  | -           | -           | -           | 11     | -13    |
| Totale Derby County   | Totale Derby County   | Totale Derby County   | 170+3      | -224 + -3  |                 | 13              | -19             |                    | -                  | -                  |             | -           | -           | 186    | -138   |
| 2016-2017             | Stoke City            | PL                    | 28         | -34        | FACup+CdL       | 1+1             | -2 + -2         | -                  | -                  | -                  | -           | -           | -           | 30     | -38    |
| 2017-2018             | Stoke City            | PL                    | 3          | -7         | FACup+CdL       | 0+2             | -2              | -                  | -                  | -                  | -           | -           | -           | 5      | -9     |
| Totale Stoke City     | Totale Stoke City     | Totale Stoke City     | 31         | -41        |                 | 4               | -6              |                    | -                  | -                  |             | -           | -           | 35     | -47    |
| 2018-2019             | Manchester Utd        | PL                    | 0          | 0          | FACup+CdL       | 0+1             | -1              | UCL                | 0                  | 0                  | -           | -           | -           | 1      | -1     |
| 2019-2020             | Manchester Utd        | PL                    | 0          | 0          | FACup+CdL       | 0+0             | 0               | UEL                | 1                  | -2                 | -           | -           | -           | 1      | -2     |
| 2020-2021             | Manchester Utd        | PL                    | 0          | 0          | FACup+CdL       | 0+0             | 0               | UCL+UEL            | 0+0                | 0                  | -           | -           | -           | 0      | 0      |
| 2021-2022             | Manchester Utd        | PL                    | 0          | 0          | FACup+CdL       | 0               | 0               | UCL                | 0                  | 0                  | -           | -           | -           | 0      | 0      |
| Totale Manchester Utd | Totale Manchester Utd | Totale Manchester Utd | 0          | 0          |                 | 1               | -1              |                    | 1                  | -2                 |             | -           | -           | 2      | -3     |
| Totale carriera       | Totale carriera       | Totale carriera       | 471        | -609       |                 | 39              | -64             |                    | 1                  | -2                 |             | -           | -           | 511    | -675   |